# Walter Grüntzig
Walter Grüntzig (* 21. Juni 1903 in Radeberg; † nach 1970) war ein deutscher Schauspieler, Rezitator, Regisseur und Spielleiter.

## Leben und Wirken
Grüntzig war der Sohn des an der Realschule mit Progymnasium Radeberg angestellten Fachlehrers Kurt Grüntzig. Walter Grüntzig begann seine Schauspielkarriere beim Stadttheater Lübeck und wechselte 1931 an das Landestheater Coburg. 1935 wurde er an das Deutsche Nationaltheater Weimar berufen, wo er als Schauspieldirektor und Spielleiter wirkte. 1935 war er der Sprecher von Erlebte Heimat. Ein Thüringenfilm von Tieren, Blumen und Menschen. Er übernahm auch Gastauftritte, so im Mai 1940 im Komödienhaus in Dresden mit dem Schauspiel Herzen im Sturm.
Nach Kriegsende wirkte er 1949 als Sprecher an zwei Folgen der Hörspielreihe Goethe erzählt sein Leben des Nordwestdeutschen Rundfunks mit. 1953 war Grüntzig Spielleiter am  Hessischen Staatstheater in Wiesbaden. Ab Ende der 1950er Jahre lebte er in München. Dort wirkte er u. a. als Regisseur im Theater im Künstlerhaus. Noch bis 1970 ist er in München nachweisbar.